# Razdolnoïe (kraï de Transbaïkalie)
 (août 2025).
Razdolnoïe (en russe : Раздольное) est un village russe du raïon de Mogotcha du kraï de Transbaïkalie, en Sibérie. Il fait partie de l'établissement rural de Mogotcha, et sa population s'élevait à 5 habitants au recensement de 2021.

## Géographie
Le village de Razdolnoïe se situe dans le kraï de Transbaïkalie, un kraï situé en Transbaïkalie, région de Sibérie orientale, en Russie. Il fait partie du district fédéral extrême-oriental. Le village fait partie du raïon de Mogotcha, un raïon du kraï, avec Mogotcha comme centre administratif. Il fait partie de l'établissement rural de Mogotcha, une municipalité, avec le village de Mogotcha comme chef-lieu,.
Le fuseau horaire du village est MSK+6 (heure de Iakoutsk). Le décalage horaire appliqué par rapport au temps universel coordonné est +09:00.

## Histoire
Le village a été fondé en 1908.

## Démographie
Recensements (*) et estimations de la population,,:
| 2002 * | 2010* | 2021* | - |
| ------ | ----- | ----- | - |
| 25     | 7     | 5     | - |